# Clube Atlético de Campo de Ourique
O Clube Atlético de Campo de Ourique, também designado por C. A. C. O. ou CACO, é um clube desportivo português, localizado na cidade de Lisboa, no bairro de Campo de Ourique.

## História
O clube foi fundado em dezembro de 1922.
Chamou-se inicialmente Cunha Foot-Ball Club porque o primeiro sócio do clube se chamava Joaquim Cunha e sediou originalmente o clube na loja de que era proprietário, na Rua de Campo de Ourique. Depois disso, e antes de ter a sua sede na Travessa do Cabo, o clube esteve sediado na rua Maria Pia, na rua Pereira e Sousa e na rua Tomás da Anunciação.

## Palmarés

### Ciclismo
- 1927	Vencedor da Porto-Lisboa, João Francisco.
- 1928	Vencedor da Porto-Lisboa, João Francisco.
- 1935	Equipa vencedora da Volta a Portugal em Bicicleta.
- 1937	Vencedor da Porto-Lisboa, José Brás Júnior.
- 1938	Vencedor da Volta a Portugal, Individual: José Albuquerque, também conhecido como Faísca.
- 1940-1941	Organização da Volta a Portugal em Bicicleta[1]

### Hóquei em patins
- 1948	Campeão do Sul da 2.ª Divisão (APS)
- 1954	Campeão Nacional de Patinagem de Juniores
- 1954	Campeão Nacional da 1.ª Divisão
- 1958	Campeão Nacional de Juniores
- 1962	Campeão Nacional de Juniores
- 1979	Campeão Nacional de Infantis
- 1980	Campeão Nacional de Juniores
- 1981	Campeão Nacional de Juniores
- 1988	Campeão Nacional da 2.ª Divisão
- 2007	Campeão Nacional da 3.ª Divisão

### Andebol
- 1958/59	Campeão Nacional Juniores, Masculino
- 1966/67	Campeão Nacional Seniores, Masculinos 2ª Divisão
- 1981/82	Vencedor da Taça de Portugal de Andebol Feminino
- 1982/83	Vencedor da Taça de Portugal de Andebol Feminino
- 1982/83	Vencedor da Supertaça Portuguesa de Andebol Feminino

### Judo
- 2012	Campeão Nacional de Juvenis +81Kg: Fábio Quental[2]
- 2017	Campeã Nacional de Veteranos -63Kg: Helena Figueira[3]

### Xadrez
- 2018	Campeão Distrital de Lisboa de Partidas Clássicas por Equipas

## Emblema
O emblema é formado por um círculo de fundo branco, encimado por uma águia-real de asas abertas. Ao centro, em oblíquo, de cima para baixo e da direita para a esquerda, tem uma faixa branca, com uma faixa vermelha no mesmo sentido, sobre a qual assenta a cruz de Cristo a toda a dimensão do círculo, sobrepondo-se-lhe, a meio, um escudo triangular vermelho orlado a preto, com um vértice para baixo e um lado reto virado para cima, e com os outros dois lados em linha curva. Ao centro do escudo há uma estrela branca de cinco pontas. Nos quatro intervalos dos braços da cruz de Cristo tem as iniciais C.A.C.O., a preto.